# Escrita tartessiana

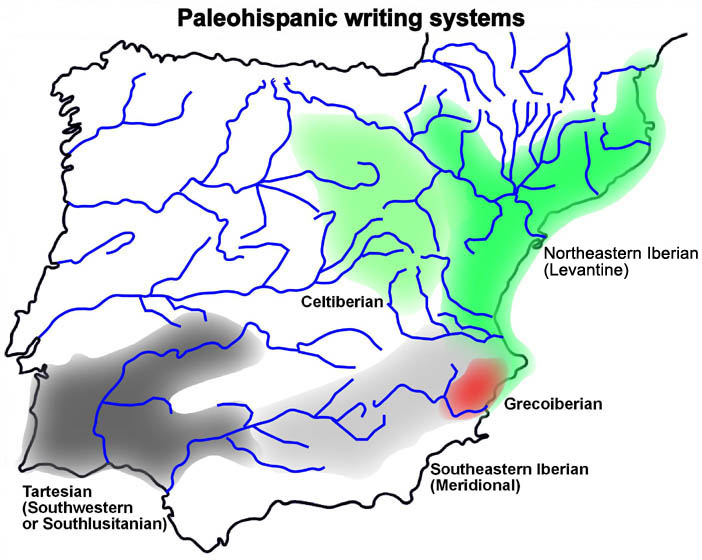
Escrita paleo-hispânica do Sudoeste

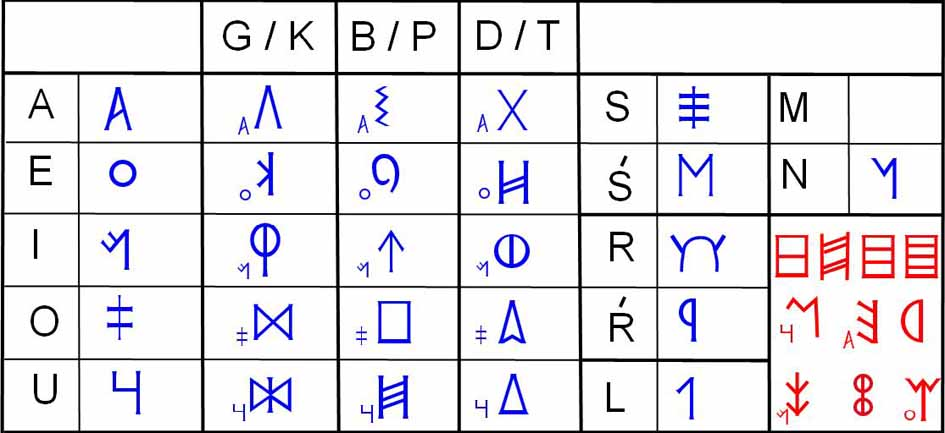
Possível conjunto de signos do Sudoeste (Rodríguez Ramos 2000)

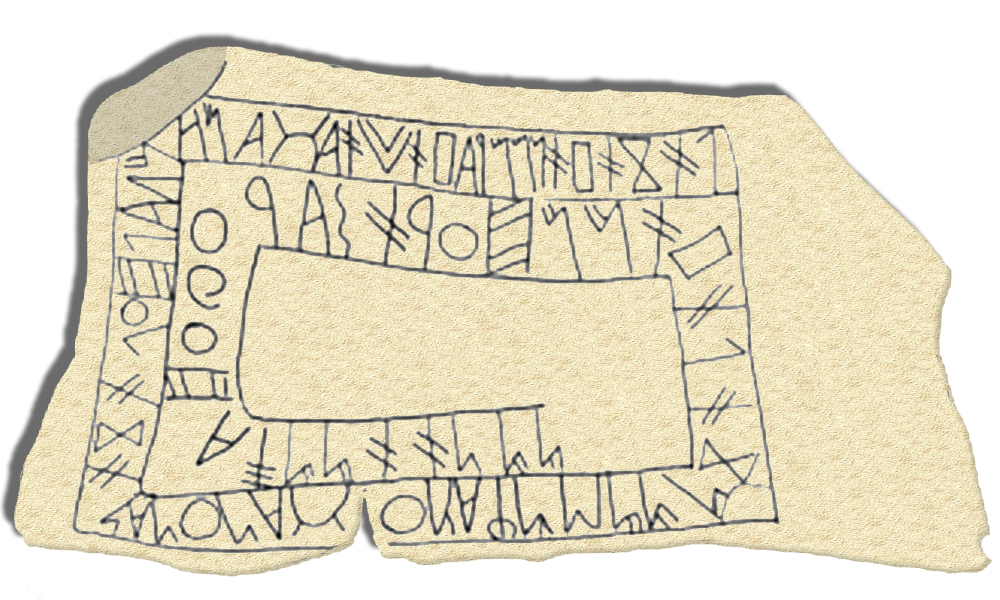
Fonte Velha (Bensafrim, Lagos)

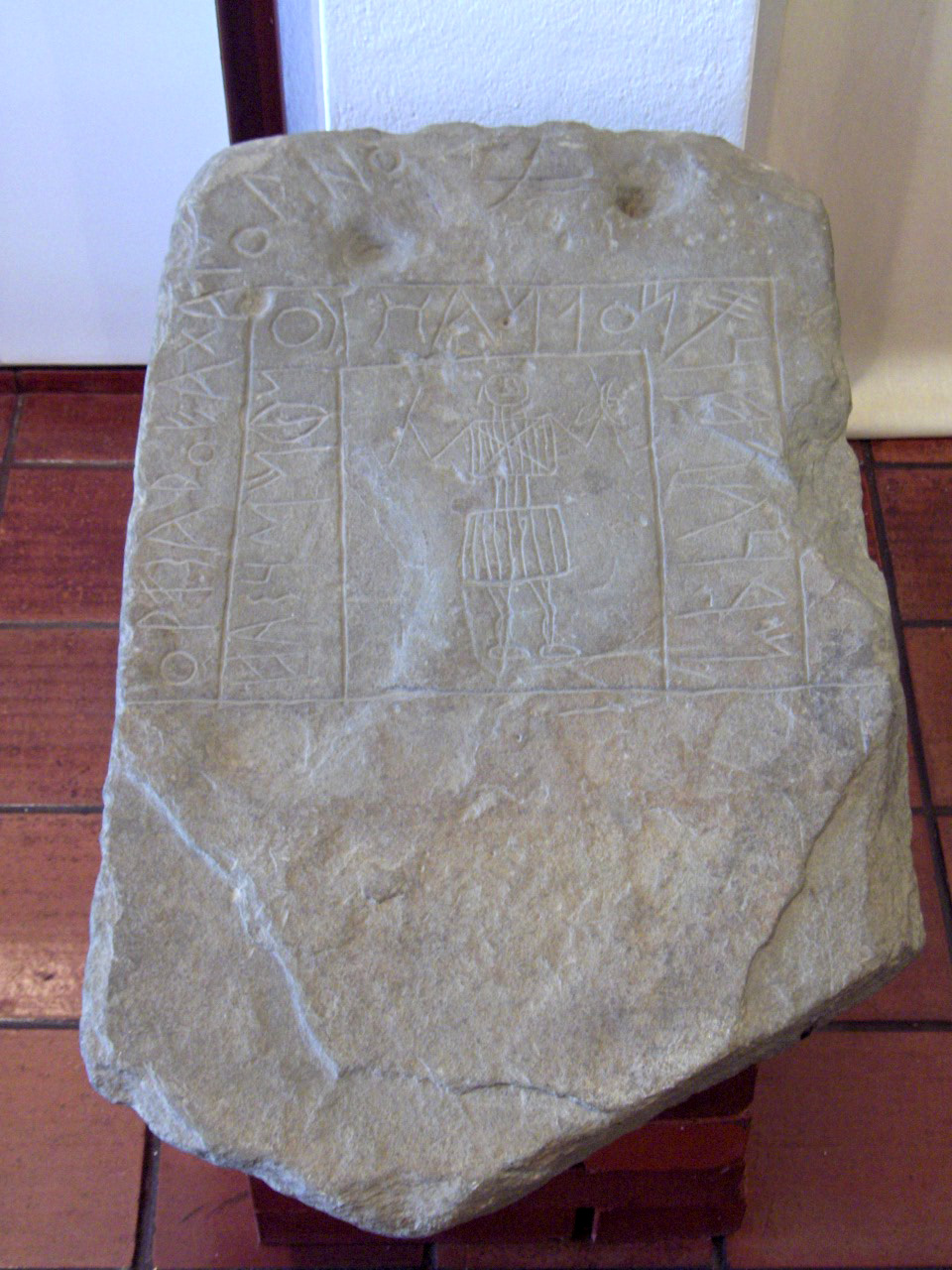
Herdade da Abóbada (Almodôvar)

A Escrita do Sudoeste ou Sul- Ocidental, também chamada Tartessiana ou Sul Lusitana, é uma das Escritas paleohispânicas e foi usada para escrever a já extinta língua tartessiana. Inscrições em línguas do sudoeste foram encontradas principalmente no quadrante sudoeste da Península Ibérica, no sul de Portugal, Algarve e sul do Alentejo, e ainda na Espanha, no sul da Estremadura e oeste da Andaluzia.

## Denominação
A denominação da escrita é muito controversa. O nome mais neutro “do sudoeste”, por se referir unicamente à localização geográfica onde as inscrições foram encontradas, mas isso ainda necessita alguma maior precisão no contexto geral.Alguns pesquisadores denominam essas escrita de Tartessiana, considerando a mesma como da antiga Tartesso. Outros preferem denominá-la como Sul-Lusitana, pois a maioria das inscrições foi encontrada no sul do que é hoje Portugal, na antiga província romana da Lusitânia. Aí, fontes antigas Romanas e Gregas localizavam os Cónios, Povos ibéricos pré-romanos, em lugar do que hoje se considera a zona Tartessiana (entre Huelva e o vale do rio Guadalquivir). Por outro lado, o nome Sul-Lusitana apresenta o inconveniente de relacionar essas línguas de forma errada com a língua lusitana. Outros nomes já sugeridos foram bástulo-turdetano e do Algarve.

## Escrita
Com exceção da escrita Greco-Ibérica e numa menos escala esta do sudoeste, as demais escritas paleohispânicas compartilhavam uma tipologia própria. Funcionavam como silabários para consoantes oclusivas e como alfabetos para as demais consoantes e vogais. Essa forma incomum de escrita era chamada de Semi-silabário. Não há um consenso acerca de como se originaram esses semi-silabários paleohispânicos. Alguns estudiosos relacionam os mesmos ao alfabeto fenício, outros veem uma possível origem no alfabeto grego. Nessa escrita do sudoeste, mesmo que a letra usada para escrever uma consoante oclusiva fosse determinada pela vogal que se segue, como num puro semi-silabário, a vogal seguinte vinha sempre escrita como num alfabeto completo. Alguns estudiosos tratam o Tartessiano como um semi-silabário redundante, outros como um alfabeto redundante.
A Escrita do sudoeste se assemelha muito à Ibérica do sudeste, se forem considerados o formato dos símbolos ou seu valor. A maior diferença é que a ibérica do sudeste não mostra redundância vocálica nos signos silábicos. Essa característica foi descoberta pelo linguista Ulrich Schmoll e permita uma classificação de uma grande parte dos signos da escrita do sudeste em vogais, consoantes símbolos silábicos. De forma diversa na Escrita Ibérica Levantina, o trabalho de decifrar a Ibérica do sudeste ainda não está concluído (2010), pois há ainda uma boa quantidade de símbolos ainda sem um consenso sobre seu real significado.

## Inscrições
Essa escrita foi usada quase que exclusivamente em quase cem grandes Estelas de pedra, provavelmente com objetivos funerários. Em quase todas a escrita é da direita para a esquerda, mas também houve casos de escrita em Bustrofédon ou mesmo em espiral. O fato de que quase todas as inscrições do sudoeste terem sido encontradas em contextos arqueológicos que não permitem uma datação muito precisa, mas ao que tudo indicam devem datar de cerca do século V a.C.; porém, é mais usual datá-las do século VII a.C. e considerar que a escrita do sudoeste é a mais antiga das paelohispânicas.
Um total de 75 estela com escrita tartessiana já foram localizadas. Dessas, 16 podem ser vistas no Museu das Escritas Sudoeste em Almodôvar (Portugal), onde uma recém descoberta estela com um total de 86 caracteres (a mais longa encontrada até agora) está em exibição.